# Aboe Gorab
Aboe Gorab (diverse spellingvarianten en tegenwoordig vaak Engels: Abu Gurab of Abu Ghurab) is een archeologische site enkele kilometers ten zuiden van Caïro (Egypte), op een flinke loopafstand van Saqqara en Dasjoer. Hier zijn de resten te vinden van de Zonnetempel van Nioeserre, die tijdens de 5e dynastie van Egypte (2416 tot 2392 v.Chr.) regeerde.
Tijdens de 5e dynastie stond de zonnereligie van Heliopolis centraal, hetgeen tot uitdrukking werd gebracht in de bouw van speciale zonnetempels. Hoewel de namen van zes van deze zonnetempels ons bekend zijn uit Oud-Egyptische teksten, zijn slechts twee van deze tempels gelokaliseerd, één in Aboesir en één in Aboe Gorab.
De Zonnetempel van Nioeserre bestaat uit verschillende architectonische onderdelen, zoals een daltempel die per boot benaderd kon worden via een kanaal dat in verbinding stond met de Nijl, de zogenaamde 'causeway', een centrale toegangsweg die de daltempel verbindt met het hoger op de oever gelegen complex, en de zonnetempel zelf. De tempel werd gekenmerkt door een grote centrale open hof met een altaar, en een obelisk, het symbool van de zonnegod. Rondom de tempel liep een overdekte gang, waarvan de wanden bedekt waren met scènes van de koning die deelneemt aan de ceremoniën van het Sed-festival. Een bijzonder element in de decoratie was de 'Kamer van de Jaargetijden', waarin de weldoende invloed van de zonnegod op het Egyptische land in het achet-seizoen (het overstromingsseizoen) en het sjemoe-seizoen (het oogstseizoen) werd uitgebeeld.
De zonnetempel van Aboe Gorab werd van 1898 tot 1901 opgegraven door de Duitse egyptologen Borchardt, Schäfer en Von Bissing. Fragmenten van de decoratie zijn verspreid over musea overal ter wereld, vooral in Duitsland. Veel van deze fragmenten werden tijdens de Tweede Wereldoorlog verwoest door bombardementen op Duitsland.